# Popovo (Tržič, Slovenija)
Popovo je naselje u slovenskoj Općini Tržiču. Popovo se nalazi u pokrajini Gorenjskoj i statističkoj regiji Gorenjskoj. 

## Stanovništvo
Prema popisu stanovništva iz 2002. godine naselje je imalo 27 stanovnika.